# Marco Menchini (copilota di rally)
Marco Menchini (17 agosto 1987) è un copilota di rally svizzero.

## Carriera
Ha debuttato nel 2006 affiancando svariati piloti come Davide Riccio, Luca Maspoli, Alberto Tiberio e Ivan Ballinari.

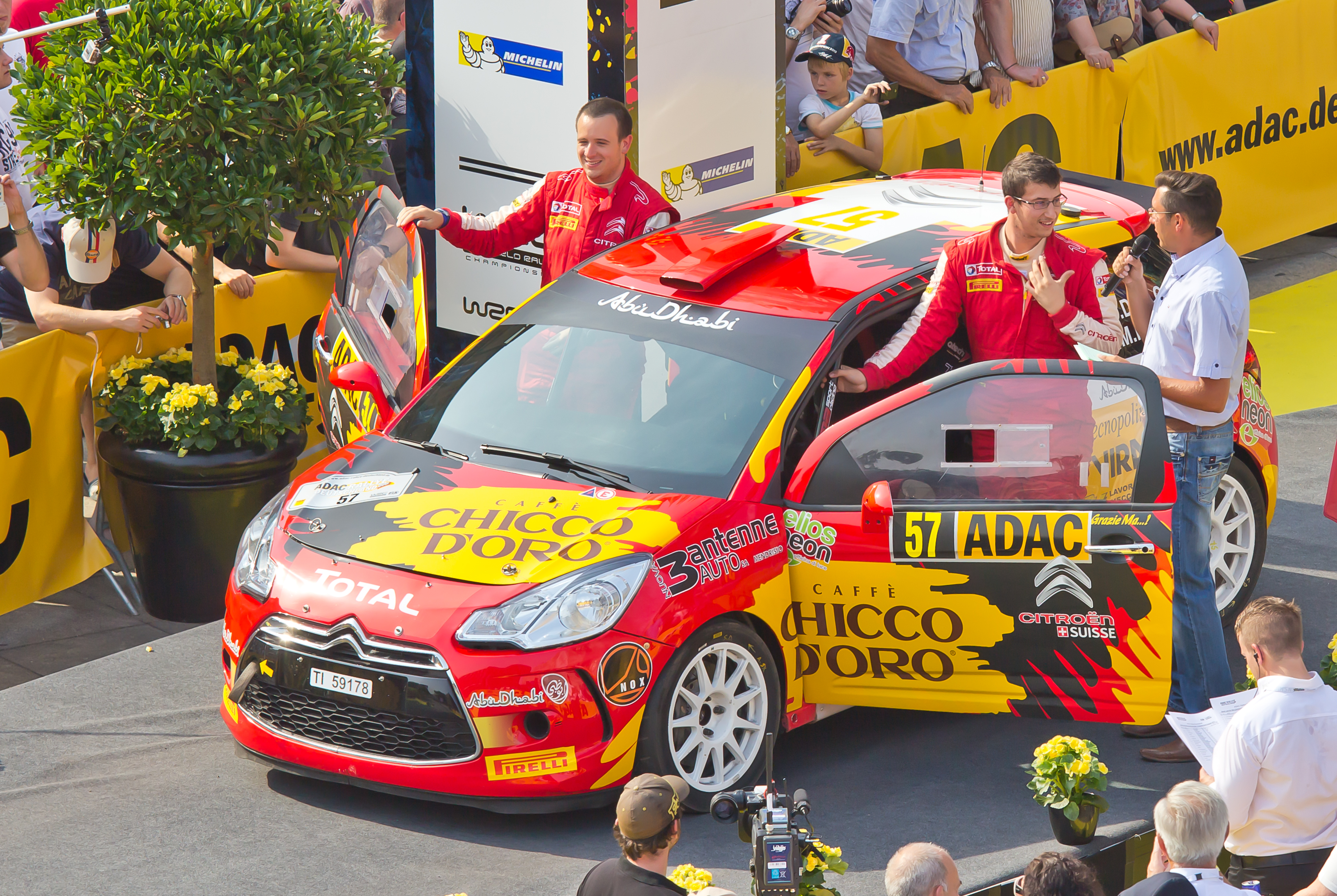
Marco Menchini (a sinistra), alla cerimonia d'apertura del Rally di Germania 2013

Nel 2013, in coppia con il connazionale Federico Della Casa, partecipò ad alcuni appuntamenti del mondiale Rally nel campionato WRC-3 a bordo di una Citroën DS3 R3T, andando a punti (10) nel Rally di Sardegna, dove furono quinti nella loro categoria e venticinquesimi assoluti. Al termine della stagione Menchini si classificò in undicesima posizione nella graduatoria finale dei copiloti nella serie WRC-3.
Nel 2017 prese parte al Campionato Italiano Rally in coppia con Fabrizio Andolfi, con il quale si aggiudicò poi il titolo nella classe R-GT alla guida di una Abarth 124 Rally. Per questo risultato venne insignito dal CONI del Collare d'oro al merito sportivo (medaglia di bronzo). 
Nel 2017 gli venne conferito il titolo di Onorevole per meriti sportivi 
Nel 2019 gareggiò con Luca Maspoli, con il quale vinse il Campionato Italiano Rally Terra nella classe R4 a bordo di una Mitsubishi Lancer Evolution IX.
Nel 2019 gareggiò con Ivan Ballinari, con il quale vinse il Campionato Svizzero a bordo di una Skoda Fabia R5.
Nel 2020 gareggiò con Alessandro Re con il quale arrivò terzo nel Campionato Italiano Rally Asfalto .
Nel 2020 gareggiò con Luca Maspoli, con il quale vinse il Campionato Italiano Rally Terra nella classe R4 a bordo di una Mitsubishi Lancer Evolution IX.

## Risultati nel mondiale rally

### WRC
| 2009 | Scuderia | Vettura         |  |  |  |  |  |  |  |  |  |  |    |  |  |  |  |  | Punti | Pos. |
| ---- | -------- | --------------- |  |  |  |  |  |  |  |  |  |  | -- |  |  |  |  |  | ----- | ---- |
| 2009 |          | Renault Clio RS |  |  |  |  |  |  |  |  |  |  | 49 |  |  |  |  |  | -     |      |

| 2010 | Scuderia | Vettura               |  |  |  |  |  |  |  |  |  |  |  |     |  |  |  |  | Punti | Pos. |
| ---- | -------- | --------------------- |  |  |  |  |  |  |  |  |  |  |  | --- |  |  |  |  | ----- | ---- |
| 2010 |          | Renault Clio Ragnotti |  |  |  |  |  |  |  |  |  |  |  | Rit |  |  |  |  | -     |      |

| 2012 | Scuderia | Vettura         |     |  |  |  |  |  |  |  |  |  |  |  |  |  |  |  | Punti | Pos. |
| ---- | -------- | --------------- | --- |  |  |  |  |  |  |  |  |  |  |  |  |  |  |  | ----- | ---- |
| 2012 |          | Citroën DS3 R3T | Rit |  |  |  |  |  |  |  |  |  |  |  |  |  |  |  | -     |      |

| 2013 | Scuderia | Vettura         |  |    |  |     |  |  |    |     |     |  |  |  |  |  |  |  | Punti | Pos. |
| ---- | -------- | --------------- |  | -- |  | --- |  |  | -- | --- | --- |  |  |  |  |  |  |  | ----- | ---- |
| 2013 |          | Citroën DS3 R3T |  | 24 |  | Rit |  |  | 25 | Rit | Rit |  |  |  |  |  |  |  | -     |      |

| 2018 | Scuderia | Vettura              |  |  |  |    |  |  |  |  |  |  |  |  |  |  |  |  | Punti | Pos. |
| ---- | -------- | -------------------- |  |  |  | -- |  |  |  |  |  |  |  |  |  |  |  |  | ----- | ---- |
| 2018 |          | Abarth 124 Rally RGT |  |  |  | 47 |  |  |  |  |  |  |  |  |  |  |  |  | -     |      |

| 2020 | Scuderia | Vettura        |  |  |  |  |  |    |     |  |  |  |  |  |  |  |  |  | Punti | Pos. |
| ---- | -------- | -------------- |  |  |  |  |  | -- | --- |  |  |  |  |  |  |  |  |  | ----- | ---- |
| 2020 |          | Škoda Fabia R5 |  |  |  |  |  | 24 | Rit |  |  |  |  |  |  |  |  |  | -     |      |

| 2021 | Scuderia | Vettura                                 |  |  |  |  |     |  |  |  |  |  |  |    |  |  |  |  | Punti | Pos. |
| ---- | -------- | --------------------------------------- |  |  |  |  | --- |  |  |  |  |  |  | -- |  |  |  |  | ----- | ---- |
| 2021 |          | Škoda Fabia R5 e Škoda Fabia Rally2 Evo |  |  |  |  | Rit |  |  |  |  |  |  | 34 |  |  |  |  | -     |      |

| 2024 | Scuderia | Vettura        |  |  |  |  |  |    |  |  |  |  |  |  |  |  |  |  | Punti | Pos. |
| ---- | -------- | -------------- |  |  |  |  |  | -- |  |  |  |  |  |  |  |  |  |  | ----- | ---- |
| 2024 |          | Škoda Fabia R5 |  |  |  |  |  | 34 |  |  |  |  |  |  |  |  |  |  | -     |      |

| Legenda | 1º posto | 2º posto | 3º posto | A punti | Senza punti | Ritirato | Squalificato | NP=Non partito C=Gara cancellata | Apice=Power stage |

### WRC-2
| 2024 | Scuderia | Vettura        |  |  |  |  |  |    |  |  |  |  |  |  |  |  |  |  | Punti | Pos. |
| ---- | -------- | -------------- |  |  |  |  |  | -- |  |  |  |  |  |  |  |  |  |  | ----- | ---- |
| 2024 |          | Škoda Fabia R5 |  |  |  |  |  | 18 |  |  |  |  |  |  |  |  |  |  | -     |      |

| Legenda | 1º posto | 2º posto | 3º posto | A punti | Senza punti | Ritirato | Squalificato | NP=Non partito C=Gara cancellata | Apice=Power stage |

### WRC-2 Challenger
| 2024 | Scuderia | Vettura        |  |  |  |  |  |    |  |  |  |  |  |  |  |  |  |  | Punti | Pos. |
| ---- | -------- | -------------- |  |  |  |  |  | -- |  |  |  |  |  |  |  |  |  |  | ----- | ---- |
| 2024 |          | Škoda Fabia R5 |  |  |  |  |  | 17 |  |  |  |  |  |  |  |  |  |  | -     |      |

| Legenda | 1º posto | 2º posto | 3º posto | A punti | Senza punti | Ritirato | Squalificato | NP=Non partito C=Gara cancellata | Apice=Power stage |

### WRC-3
| 2013 | Scuderia | Vettura         |  |  |  |     |  |  |   |     |     |  |  |  |  |  |  |  | Punti | Pos. |
| ---- | -------- | --------------- |  |  |  | --- |  |  | - | --- | --- |  |  |  |  |  |  |  | ----- | ---- |
| 2013 |          | Citroën DS3 R3T |  |  |  | Rit |  |  | 5 | Rit | Rit |  |  |  |  |  |  |  | -     |      |

| 2021 | Scuderia | Vettura                |  |  |  |  |  |  |  |  |  |  |  |    |  |  |  |  | Punti | Pos. |
| ---- | -------- | ---------------------- |  |  |  |  |  |  |  |  |  |  |  | -- |  |  |  |  | ----- | ---- |
| 2021 |          | Škoda Fabia Rally2 Evo |  |  |  |  |  |  |  |  |  |  |  | 15 |  |  |  |  | -     |      |

| Legenda | 1º posto | 2º posto | 3º posto | A punti | Senza punti | Ritirato | Squalificato | NP=Non partito C=Gara cancellata | Apice=Power stage |

## Risultati nell'europeo rally
| Anno | Scuderia              | Vettura                | 1   | 2   | 3   | 4       | 5   | 6   | 7   | 8       | 9   | 10  | Pos. | Punti |
| ---- | --------------------- | ---------------------- | --- | --- | --- | ------- | --- | --- | --- | ------- | --- | --- | ---- | ----- |
| 2016 |                       | Subaru Impreza STi N15 | ISO | IRL | ACR | AZZ     | YPR | EST | RZE | BAR Rit | LIE | CIP |      | 0     |
| 2024 | Škoda Fabia RS Rally2 | UNG                    | ISO | SCA | EST | ROM Rit | BAR | CER | SIL |         |     |     | 0    |       |